# لوسرن ماینز (پنسیلوانیا)
لوسرن ماینز (به انگلیسی: Lucerne Mines) یک منطقهٔ مسکونی در ایالات متحده آمریکا است که در شهرستان ایندیانا، پنسیلوانیا واقع شده‌است. لوسرن ماینز ۲٫۲ کیلومتر مربع مساحت و ۹۳۷ نفر جمعیت دارد.